# Брукальская, Барбара
Барбара Ванда Брукальская (пол. Barbara Wanda Brukalska, урождённая Соколовская, Sokołowska; 4 декабря 1899, Бжезьце, Мазовецкое воеводство — 6 марта 1980, Варшава) — польский архитектор и преподаватель университета. Член варшавского отделения Ассоциации польских архитекторов (SARP). Первая женщина-профессор Варшавского политехнического университета (1948).

## Биография
Родилась 4 декабря 1899 года в Бжезьце Радомского повета в Мазовецком воеводстве, имении своего деда по материнской линии, земянина Адольфа Багневского (Adolf Bagniewski; 1841—1912), который также был владельцем имений  Боже Козеницкого повета, Щити Радомского повета и Бейковска-Воля Груецкого повета. Бжезьце расположено на берегу реки Пилица. Её отец Войцех Соколовский (Wojciech Sokołowski) окончил Институт сельского хозяйства в Новоалександрии (ныне Пулавы) и занялся выращиванием овощей. Её мать Стефания, урожденная Багневская (Stefania Franciszka Zofia Bagniewska; 4 октября 1869 — 7 мая 1907) была талантливой художницей, продолжала рисовать, несмотря на многочисленные домашние обязанности. Её дядя по материнской линии Михал также занимался живописью. Мать умерла от туберкулёза, когда Барбаре было 7 лет. Барбара была одной из пяти дочерей, единственный сын умер в младенчестве. 
Её сестра Зофья (1896—1924) также были одарена в художественном плане, училась в Школе изящных искусств в классе скульптора Эдварда Виттига. Зофья присоединилась к Конгрегации сестёр-францисканок – служительниц Креста, основанной блаженной матерью Эльжбетой Розой Чацкой (1876—1961). Новициат Зофья проходила в заведении для незрячих в Лясках, также основанном матерью Эльжбетой, ослепшей в 22 года.
Её старшая сестра Хенрика, по мужу Дембровская (Henryka Dembowska; 1893—1942), стала председателем отделения в Мендзыхуде Союза патриотического труда женщин (Związek Pracy Obywatelskiej Kobiet, ZPOK), созданного в 1928 году феминистическими кругами для поддержки политики Юзефа Пилсудского. Во время немецкой оккупации Хенрика участвовала в подпольной работе, 15 мая 1941 года арестована с дочерью Малгожатой (Małgorzata Dembowska; 1922—1942). Её расстреляли вместе с дочерью в концлагере Равенсбрюк 25 сентября 1942 года.
Две старшие сестры учились в частной школе для девочек в Варшаве, известной как «Школа на Вейской». Домашней учительницей младших сестёр была Зофья Ланди (1894—1972), подруга Зофьи Соколовской, учившаяся на философском факультете Сорбонны в Париже.
Первоначально Барбара пошла по стопам отца и училась в Государственном научном институте сельского хозяйства в Пулавах.
В 1921—1931 годах изучала архитектуру на архитектурном факультете Варшавского политехнического университета. Первый год посещала занятия в статусе вольного слушателя, поскольку была одной из первых женщин, идущих «против течения», выбравших «мужскую» профессию архитектора. Во время учёбы познакомилась с будущим мужем Станиславом Брукальским (1894—1967). Окончила университет в 1934 году. Её научным руководителем был Рудольф Сверчинский. Объектом дипломного проекта был жилой дом, вдохновлённый работами Ле Корбюзье.
В 1926 году вместе со Станиславом Брукальским, Богданом Ляхертом, Юзефом Шанайцей, Хеленой Немировской-Сыркус и Шимоном Сыркусом стала сооснователем польского объединения «Презенс» (Praesens), преобразованного в 1928 году в польскую секцию Международного конгресса современной архитектуры (CIAM), активными членами которой стали супруги Брукальские. 
Дебютировала как архитектор совместной работой с мужем в 1927 году.
Собственный дом с архитектурной мастерской супругов Брукальских на ул. Неголевского, 8 в районе Жолибож в Варшаве (1927—1928), построенный в интернациональном стиле, получил бронзовую медаль на Всемирной выставке «Искусство и техника в современной жизни», прошедшей в Париже в период с 25 мая по 25 ноября 1937 года. Барбара Брукальская также спроектировала большую часть мебели и дизайн интерьера. Важной и неотъемлемой частью дома был специально спланированный сад с теплицей на заднем дворе, где Брукальские выращивали экзотические растения. В 1973 году дом внесён в реестр памятников.
Супруги Брукальские делали первые опыты по массовой застройке в духе функционализма. По проектам Барбары и Станислава Брукальских в 1927—1939 годах построены наиболее рациональные по планировке и оригинальные по объёмной композиции жилые здания Варшавского жилищного кооператива (WSM) в районе Жолибож на северной окраине Варшавы: Колония IV на ул. Красинского, 18 (1927—1928), Колония VII на ул. Словацкого, 15/19 (1932—1934) и Колония IX. Барбара и Станислав Брукальские спроектировали новый жилой район как рациональный по планировке и хорошо озеленённый.
Барбара Брукальская в 1927—1928 годах создала проект кухни и её рационального использования. Кухня фактически представляла собой глубокую нишу размером 2,20 × 1,37 м с окном, заставленную функциональными шкафами, полностью открытая в комнату. Дизайн основан на исследованиях в области психологии и механики, что было смелым и новаторским в то время. Необычным было и то, что кухню спроектировала женщина и домохозяйка. Барбара спроектировала высоту навесных шкафов и столешниц под свою фигуру. Проект был опубликован в первом номере ежеквартального журнала Dom, Osiedle, Mieszkanie за 1929 год.
В 1929 году по проекту супругов Брукальских построен павильон «Электролюкс» на Всеобщей национальной выставке в Познани.
В 1935 году супруги Брукальские получили третью премию Ассоциации польских архитекторов за план благоустройства площади Маршала Юзефа Пилсудского в Варшаве вместе с прилегающими городскими кварталами, в 1936 году — две премии за проекты жилых домов Товарищества рабочих посёлков (Towarzystwo Osiedli Robotniczych, TOR) в Варшаве. 
В 1936 году Барбара Брукальская получила премию Ассоциации польских архитекторов за интерьеры для польского павильона на Всемирной выставке в Париже в 1937 году.
В 1936—1939 годах по проекту супругов Брукальских построен Дом культуры железнодорожников на ул. Пруса в Прушкуве для профсоюза железнодорожников (ZZK). Снесён в 2004 году.
Во время Второй мировой войны, в 1939 году её муж как старший офицер был участником обороны Варшавы, затем — узником немецкого лагеря для военнопленных офицеров Войска польского в городе Вольденберг (Добегнев).
Во время немецкой оккупации работала в Архитектурно-градостроительной мастерской (пол. Pracownią Architektoniczno-Urbanistyczną, PAU), основанной в 1940 году как подпольное объединение.

## Послевоенные годы
В Варшаву супруги Брукальские вернулись в январе 1945 года.
В послевоенные годы супруги Брукальские сыграли важную роль в развитии архитектуры. В 1945—1948 годах по проекту супругов Брукальских построена Колония XIII Варшавского жилищного кооператива (WSM) в районе Жолибож, для которой Барбара также создала дизайн интерьера. В 1945—1950 годах по проекту супругов Брукальских проведена реконструкция здания библиотеки и музея Ординации Красинских на ул. Окульник, 9/9а в Варшаве, сожжённого в войну. 
После Второй мировой войны Барбара Брукальская в основном работала самостоятельно. В 1948—1950 годах по эскизному проекту Барбары Брукальской проведена реконструкция и расширение здания Банка кооперативных обществ, так называемого «Дома под Орлами» на ул. Ясна, 1, за который в 1956 году Барбара получила премию Комитета урбанистики и архитектуры (KUA) II степени. В 1960 году по проекту Барбары Брукальской построен оседле в Окенце в варшавском районе Влохи. В 1964 году Барбара Брукальская и её команда выиграли конкурс на проект Дома престарелых имени «Матысяков» на ул. Арабской, 3 в районе Саска Кемпа. Она также принимала участие в реконструкции Старого города в Варшаве, спроектировав интерьер DESA на Рыночной площади, 4 (сторона Барсса).
В 1948 году Барбара Брукальская стала первой женщиной-профессором Варшавского политехнического университета.
Барбара Брукальская вступила в конфликт с социалистическим реализмом. Свои взгляды она изложила в книге «Общественные основы проектирования жилых поселков» (Zasady społeczne projektowania osiedli mieszkaniowych, Warszawa, 1948), вскоре после публикации на долгие годы изъятой из обращения.
Умерла 6 марта 1980 года в Варшаве. Похоронена вместе с мужем на кладбище заведения для незрячих в Лясках под Варшавой.

## Награды
- Крест Независимости[8]
- Офицерский крест ордена Возрождения Польши (1969)[8]
- Медаль «30-летие Народной Польши» (1974)[8]

## Память
В 2011, 2014 и 2018 годах Некоммерческое партнёрство «Жолибож» вручало премию имени Барбары и Станислава Брукальских (Nagroda im. Barbary i Stanisława Brukalskich) за лучшую инвестицию в строительство в варшавском районе Жолибож.

## Личная жизнь
Муж — архитектор Станислав Брукальский (1894—1967). У них было двое сыновей, оба стали архитекторами: Ян Йозеф Брукальский (Jan Józef Brukalski; 1 мая 1932 — 28 сентября 2011) и Станислав Балтазар Брукальский (Stanisław Baltazar Brukalski; 5 января 1939 — 20 мая 2013). Похоронены рядом с родителями.